# 2668 Tataria
2668 Tataria eller 1976 QV är en asteroid i huvudbältet som upptäcktes den 26 augusti 1976 av den rysk-sovjetiske astronomen Nikolaj Tjernych vid Krims astrofysiska observatorium på Krim. Den har fått sitt namn efter den då sovjetiska delrepubliken Tatarstan.
Asteroiden har en diameter på ungefär 5 kilometer.